# Lista siturilor arheologice din județul Iași - Ț
Lista siturilor arheologice din județul Iași - Ț conține toate siturile arheologice din județul Iași înscrise în Repertoriul Arheologic Național (RAN) și aflate în localități al căror nume începe cu litera Ț. RAN este administrat de Ministerul Culturii și Patrimoniului Național și cuprinde date științifice, cartografice, topografice, imagini și planuri, precum și orice alte informații privitoare la zonele cu potențial arheologic, studiate sau nu, încă existente sau dispărute.
Puteți căuta un sit din localitățile care încep cu litera Ț folosind formularul de mai jos sau puteți naviga prin toate siturile din județ la Lista siturilor arheologice din județul Iași.
| Cod RAN                                  | Denumire | Localitate                      | Adresă          | Datare                      | Descoperit | Coordonate | Imagine           | Erori            |
| ---------------------------------------- | --- | ------------------------------- | --------------- | --------------------------- | ---------- | ---------- | ----------------- | ---------------- |
| 99799.01.01 (Cod LMI: IS-I-m-B-03674.01) | Situl arheologic medieval de la Țibănești- "La Șanțuri" / ansamblu anonim (Categorie: locuire) (Tip: Așezare rurală)           | sat Țibănești, comuna Țibănești | La Șanțuri      |                             |            |            | Încărcați imagine | Raportați eroare |
| 99799.01.02 (Cod LMI: IS-I-m-B-03674.02) | Situl arheologic medieval de la Țibănești- "La Șanțuri" / ansamblu anonim (Categorie: locuire) (Tip: Necropolă)                | sat Țibănești, comuna Țibănești | La Șanțuri      |                             |            |            | Încărcați imagine | Raportați eroare |
| 99888.01.01 (Cod LMI: IS-I-m-B-03675.06) | Așezarea de la Țigănași - "Dealul Raiu" / ansamblu anonim (Categorie: locuire civilă) (Tip: Așezare)                           | sat Țigănași, comuna Țigănăși   | Dealul Raiu     | tardenoisian                |            |            | Încărcați imagine | Raportați eroare |
| 99888.01.02 (Cod LMI: IS-I-m-B-03675.05) | Așezarea de la Țigănași - "Dealul Raiu" / ansamblu anonim (Categorie: locuire civilă) (Tip: Așezare)                           | sat Țigănași, comuna Țigănăși   | Dealul Raiu     | Precucuteni                 |            |            | Încărcați imagine | Raportați eroare |
| 99888.01.03 (Cod LMI: IS-I-m-B-03675.04) | Așezarea de la Țigănași - "Dealul Raiu" / ansamblu anonim (Categorie: locuire civilă) (Tip: Așezare)                           | sat Țigănași, comuna Țigănăși   | Dealul Raiu     | Cucuteni - A                |            |            | Încărcați imagine | Raportați eroare |
| 99888.01.04 (Cod LMI: IS-I-m-B-03675.03) | Așezarea de la Țigănași - "Dealul Raiu" / ansamblu anonim (Categorie: locuire civilă) (Tip: Așezare)                           | sat Țigănași, comuna Țigănăși   | Dealul Raiu     |                             |            |            | Încărcați imagine | Raportați eroare |
| 99888.01.05 (Cod LMI: IS-I-m-B-03675.02) | Așezarea de la Țigănași - "Dealul Raiu" / ansamblu anonim (Categorie: locuire civilă) (Tip: Așezare)                           | sat Țigănași, comuna Țigănăși   | Dealul Raiu     | sec. IV                     |            |            | Încărcați imagine | Raportați eroare |
| 99888.01.06 (Cod LMI: IS-I-m-B-03675.01) | Așezarea de la Țigănași - "Dealul Raiu" / ansamblu anonim (Categorie: locuire civilă) (Tip: Așezare)                           | sat Țigănași, comuna Țigănăși   | Dealul Raiu     | sec. XIV - XV               |            |            | Încărcați imagine | Raportați eroare |
| 99888.02.01 (Cod LMI: IS-I-m-B-03676.04) | Situl arheologic de la Țigănași - "Valea Odăii" / ansamblu anonim (Categorie: locuire civilă) (Tip: Așezare)                   | sat Țigănași, comuna Țigănăși   | Valea Odăii     | Starčevo - Criș             |            |            | Încărcați imagine | Raportați eroare |
| 99888.02.02 (Cod LMI: IS-I-m-B-03676.03) | Situl arheologic de la Țigănași - "Valea Odăii" / ansamblu anonim (Categorie: locuire civilă) (Tip: Așezare)                   | sat Țigănași, comuna Țigănăși   | Valea Odăii     | sec. XIV - XV               |            |            | Încărcați imagine | Raportați eroare |
| 99888.02.03 (Cod LMI: IS-I-m-B-03676.03) | Situl arheologic de la Țigănași - "Valea Odăii" / ansamblu anonim (Categorie: locuire civilă) (Tip: Așezare)                   | sat Țigănași, comuna Țigănăși   | Valea Odăii     | sec. XV - XVI               |            |            | Încărcați imagine | Raportați eroare |
| 99888.02.04 (Cod LMI: IS-I-m-B-03676.01) | Situl arheologic de la Țigănași - "Valea Odăii" / ansamblu anonim (Categorie: locuire civilă) (Tip: Așezare)                   | sat Țigănași, comuna Țigănăși   | Valea Odăii     | sec. XVII - XVIII           |            |            | Încărcați imagine | Raportați eroare |
| 98578.01.01 (Cod LMI: IS-I-m-B-03677)    | Valul din epoca migrațiilor de la Țipilești - "Vatra satului" / ansamblu Valul lui Traian (Categorie: fortificație) (Tip: Val) | sat Țipilești, comuna Popricani | Vatra satului   |                             |            |            | Încărcați imagine | Raportați eroare |
| 99931.01.01                              | Așezarea de la Țuțora - "Cotu lui Bogdan" / ansamblu anonim (Categorie: locuire) (Tip: Necropolă)                              | sat Țuțora, comuna Țuțora       | Cotu lui Bogdan | sec. XV-XIX                 |            |            | Încărcați imagine | Raportați eroare |
| 99931.01.02                              | Așezarea de la Țuțora - "Cotu lui Bogdan" / ansamblu anonim (Categorie: locuire) (Tip: Așezare)                                | sat Țuțora, comuna Țuțora       | Cotu lui Bogdan | sec.XV-XVIII                |            |            | Încărcați imagine | Raportați eroare |
| 99799.02 (Cod LMI: IS-II-m-B-04264.01)   | Biserica "Adormirea Tuturor Sfinților" de la Țibănești (Categorie: structură de cult/religioasă) (Tip: biserică)               | sat Țibănești, comuna Țibănești |                 |                             |            |            | Încărcați imagine | Raportați eroare |
| 99931.02.01                              | Situl arheologic de la Țuțora / ansamblu anonim (Categorie: așezare) (Tip: așezare)                                            | sat Țuțora, comuna Țuțora       |                 | Cucuteni - A                |            |            | Încărcați imagine | Raportați eroare |
| 99931.02.02                              | Situl arheologic de la Țuțora / ansamblu anonim (Categorie: așezare) (Tip: Așezare)                                            | sat Țuțora, comuna Țuțora       |                 |                             |            |            | Încărcați imagine | Raportați eroare |
| 99931.02.03                              | Situl arheologic de la Țuțora / ansamblu anonim (Categorie: așezare) (Tip: așezare)                                            | sat Țuțora, comuna Țuțora       |                 | Lunca Ciurei                |            |            | Încărcați imagine | Raportați eroare |
| 99931.02.04                              | Situl arheologic de la Țuțora / ansamblu anonim (Categorie: așezare) (Tip: așezare)                                            | sat Țuțora, comuna Țuțora       |                 | sec. IX-XI                  |            |            | Încărcați imagine | Raportați eroare |
| 99931.02.05                              | Situl arheologic de la Țuțora / ansamblu anonim (Categorie: așezare) (Tip: Așezare)                                            | sat Țuțora, comuna Țuțora       |                 | sec. XI - XIV; sec. XV-XVII |            |            | Încărcați imagine | Raportați eroare |